# 奇科尼奥洛
奇科尼奥洛（義大利語：Cicognolo），是意大利克雷莫纳省的一个市镇。总面积6平方公里，人口938人，人口密度156.3人/平方公里（2009年）。国家统计（ISTAT）代码为019030。